# Cangkring (Sadang)
Cangkring is een bestuurslaag in het regentschap Kebumen van de provincie Midden-Java, Indonesië. Cangkring telt 1248 inwoners (volkstelling 2010).